# Skäggstölden på Kråkebohöjden
Skäggstölden på Kråkebohöjden var SR:s julkalender 1985. Hans Erik Lorentz skrev manus, medan Täppas Fogelberg var berättare.

## Handling
På en liten kulle bortom sjutton städer och fjorton berg ligger Kråkebohöjden, där tomten (Peter Harryson) bor med sin katt Lisselinus. I duvslaget, uppe i husets torn, bor tomtens brevduvor. Intill stugan har tomten sin verkstad, där han snickrar saker som skall bli julklappar. Runt omkring huset bor skogens djur, vilka är tomtens vänner. Grannsämjan är god, även om systrarna Kråka ibland kan vara lite retsamma.
Det är december, då tomten upptäcker att hans skägg blivit stulet. Katten Lisselinus hämtar skäggmossa från granarna att använda som lösskägg, vilket dock inte vill fastna. Tomtens enda människovän Lisa (Anja Landgré) tycker tomten är gammalmodig och att det går bra utan skägg.
Älgen Raggige Ragnar blir påkörd av Bruna gubben (Täppas Fogelberg) - som ofta kör väldigt fort i sin bil - och inte ens stannar för att se hur det gick med älgen. Bruna gubben smyger runt i trakterna med en portfölj och frågar om tomten har tillstånd för det han gör, och vill ha underskrifter på papper.
Djuren försöker hjälpa tomten, vars humör och karaktär verkar ha förändrats till det sämre sedan han blev skägglös.

## Papperskalender

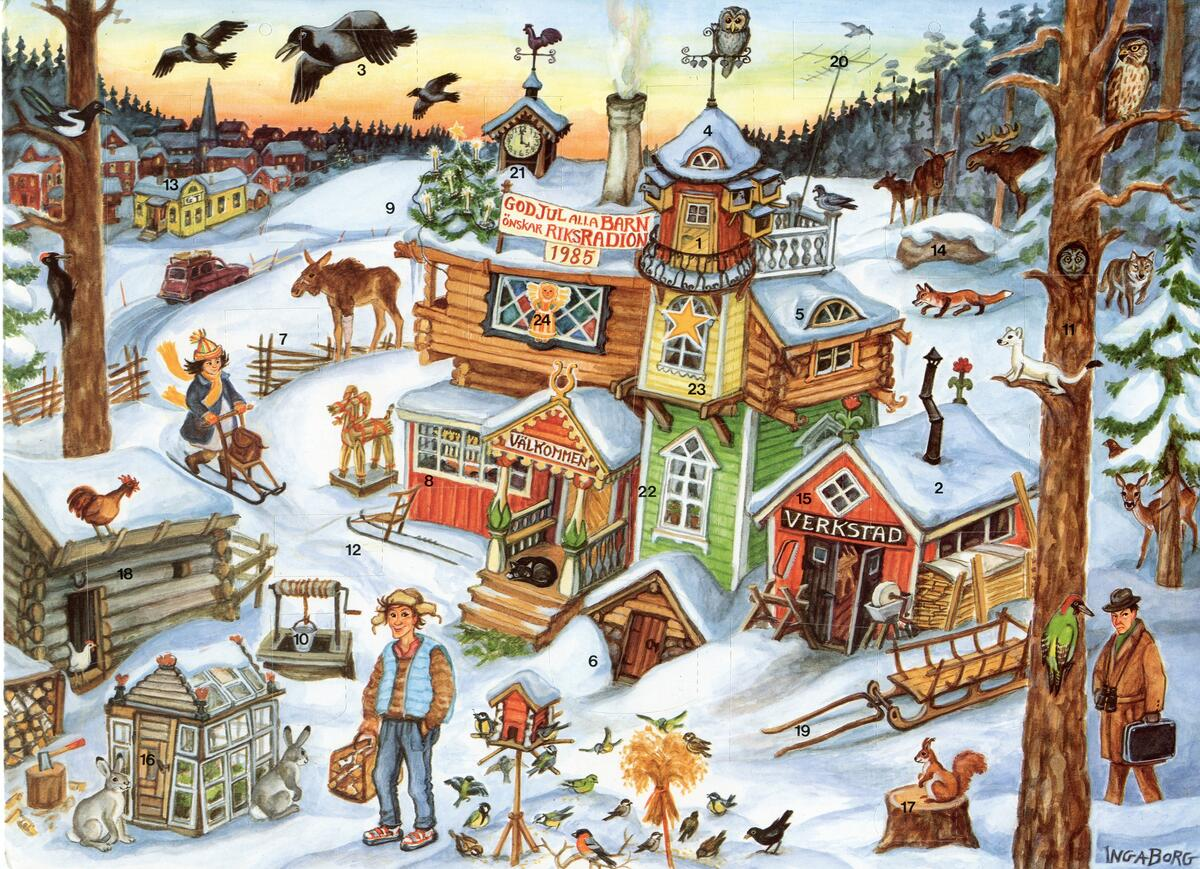
Papperskalendern

Inga Borg illustrerade kalendern, som visar ett vinterlandskap. Ovanpå ett hus syns texten "God jul alla barn önskar riksradion 1985".

## Utgivningar
SR utgav 1985 sånger från kalendern på MK.

### Fotnoter
1. ↑  ”Svensk mediedatabas”. http://smdb.kb.se/catalog/search?q=%22Sk%C3%A4ggst%C3%B6lden+p%C3%A5+Kr%C3%A5keboh%C3%B6jden%22+typ%3Aradio&sort=OLDEST. Läst 5 april 2011.
2. ↑  ”Radiogodis”. Arkiverad från originalet den 23 juli 2014. https://archive.today/20140723085525/http://radiogodis.se/1985.htm. Läst 1 april 2011.
3. ↑  ”1985, Skäggstölden på Kråkebohöjden”. Sveriges Radio. http://sverigesradio.se/barn/julkalendrar/1985.stm. Läst 30 augusti 2015.
4. ↑  ”Radiogodis”. http://radiogodis.se/Img/1985.jpg. Läst 2 april 2011.
5. ↑  ”Radiogodis”. http://radiogodis.se/Img/1985a.jpg. Läst 2 april 2011.
6. ↑  ”Svensk mediedatabas”. http://smdb.kb.se/catalog/id/001891677. Läst 5 april 2011.